# Vịnh Panama

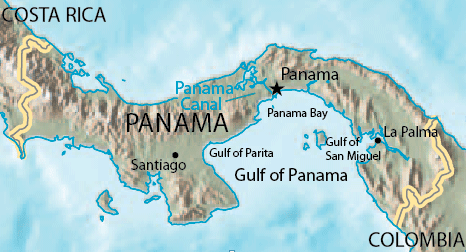
Vịnh Panama cùng các vịnh nhỏ

Vịnh Panama (tiếng Tây Ban Nha: Golfo de Panamá) là một vịnh trong Thái Bình Dương, bên bờ phía nam của Panama. Vịnh này có chiều rộng tối đa 250 km, chiều sâu tối đa 220 mét và diện tích là 2.400 km². Kênh đào Panama nối vịnh này với Biển Caribe và Đại Tây Dương. Thành phố Panama, thủ đô của Panama, nằm trên bờ vịnh này.
Vịnh Panama cũng gồm có vài vịnh nhỏ: Panama Bay ở phía bắc, Vịnh Parita ở phía tây và vịnh San Miguel ở phía đông. Trên bờ vịnh này có một số cảng quan trọng, như Thành phố Panama, cảng La Palma và cảng Chitrè.
Quần đảo Pearl là một nhóm trên 200 đảo nhỏ nằm ở phía đông của vịnh này.
Sông Tuira - sông lớn nhất Panama - chảy vào vịnh San Miguel.